# Museo di belle arti di Siviglia
Il Museo di belle arti di Siviglia (in spagnolo Museo de Bellas Artes de Sevilla) è il museo più importante dell'Andalusia a Siviglia, e, per qualità e quantità delle opere conservate, il secondo più importante della Spagna, almeno nell'ambito dei pittori nazionali.

## Storia e descrizione
Istituito come Museo de Bellas Artes di Siviglia nel settembre dell'anno 1835, venne inaugurato ufficialmente nel 1841. 
È ubicato nel Seicentesco palazzo che un tempo ospitava il Convento de la Merced, in Plaza del Museo, dominata da un'imponente scultura dedicata a Bartolomé Esteban Murillo. Il museo offre un ampio panorama della pittura barocca sivigliana, specialmente di artisti come Zurbarán, Murillo e Valdés Leal.

### Collezioni
Il nucleo primitivo del museo comprendeva opere provenienti dai conventi e monasteri soppressi dal governo liberale di Mendizábal.
È a partire dal XX secolo che le collezioni del museo iniziarono ad arricchirsi di capolavori e di opere prestigiose, grazie soprattutto alle donazioni di collezionisti d'arte.
La collezione attuale ospita opere di grandi pittori spagnoli come Murillo, Velázquez, Zurbarán, Valdés Leal, Lucas Valdés, Gonzalo Bilbao, Valeriano Bécquer, Eugenio Hermoso e altri pittori di scuola sivigliana e mondiale come Lucas Cranach e Martin de Vos.
L'organizzazione attuale del museo che è composta da 14 sale è la seguente:
- Sala I: Arte medievale spagnola.
- Sala II: Arte del Rinascimento.
- Sala III: I retabli.
- Sala IV: Piccoli capolavori.
- Sala V: Il Barocco sivigliano: i grandi maestri.
- Sala VI: Il Barocco sivigliano.
- Sala VII: Opere di Murillo (tra cui San Francesco abbraccia Cristo crocifisso) e dei suoi discepoli, tra i quali Juan Simón Gutierrez.
- Sala VIII: Opere di Juan de Valdés Leal.
- Sala IX: Pittura Barocca europea.
- Sala X: dedicata alla pittura di Francisco de Zurbarán. È presente anche una scultura raffigurante San Giovanni Battista, opera di Juan de Mesa.
- Sala XI: Pittura spagnola e sivigliana del XVIII secolo.
- Sala XII: Passaggio dal Romanticismo al Realismo.
- Sala XIII: Romanticismo. In questa sala spicca il ritratto di Gustavo Adolfo Bécquer, realizzato dal fratello Valeriano.
- Sala XIV: Pittura sivigliana della prima metà del XX secolo con artisti come Juan Miguel Sanchez, Alfonso Grosso, Diego López, Manuel González Santos, Santiago Martinez e José Rico Cejudo.

È considerata la seconda pinacoteca della Spagna, subito dopo il Museo del Prado di Madrid.